# مملكة اليونان
مملكة اليونان (باليونانية: Βασίλειον τῆς Ἑλλάδος) هي مملكة تأسست عام 1832 بعد مؤتمر لندن على يد القوى العظمى (الإمبراطورية الروسية ومملكة فرنسا والمملكة المتحدة). وحظيت باعتراف دولي بموجب معاهدة القسطنطينية التي نالت فيها استقلالها الكامل عن الدولة العثمانية. يمثل تأسيس مملكة اليونان قيام أول دولة يونانية مستقلة منذ سقوط الإمبراطورية البيزنطية في منتصف القرن الخامس عشر.
خلُفت المملكة الجمهورية اليونانية الأولى بعد حرب الاستقلال اليونانية واستمرت حتى عام 1924 حينما ألغي النظام الملكي وقامت الجمهورية اليونانية الثانية عقب هزيمة اليونان أمام تركيا في حملة آسيا الصغرى. واستمرت حتى أطيحت بانقلاب عسكري عام 1935، واسترجع النظام الملكي في البلاد. واستمرت الملكية من عام 1935 حتى عام 1973. وحُلت الملكية مجددا بعد حقبة دكتاتورية السبع السنوات، وقامت الجمهورية الثالثة والحالية بعد عقد استفتاء شعبي.

## التاريخ

### بيت فيتلسباخ

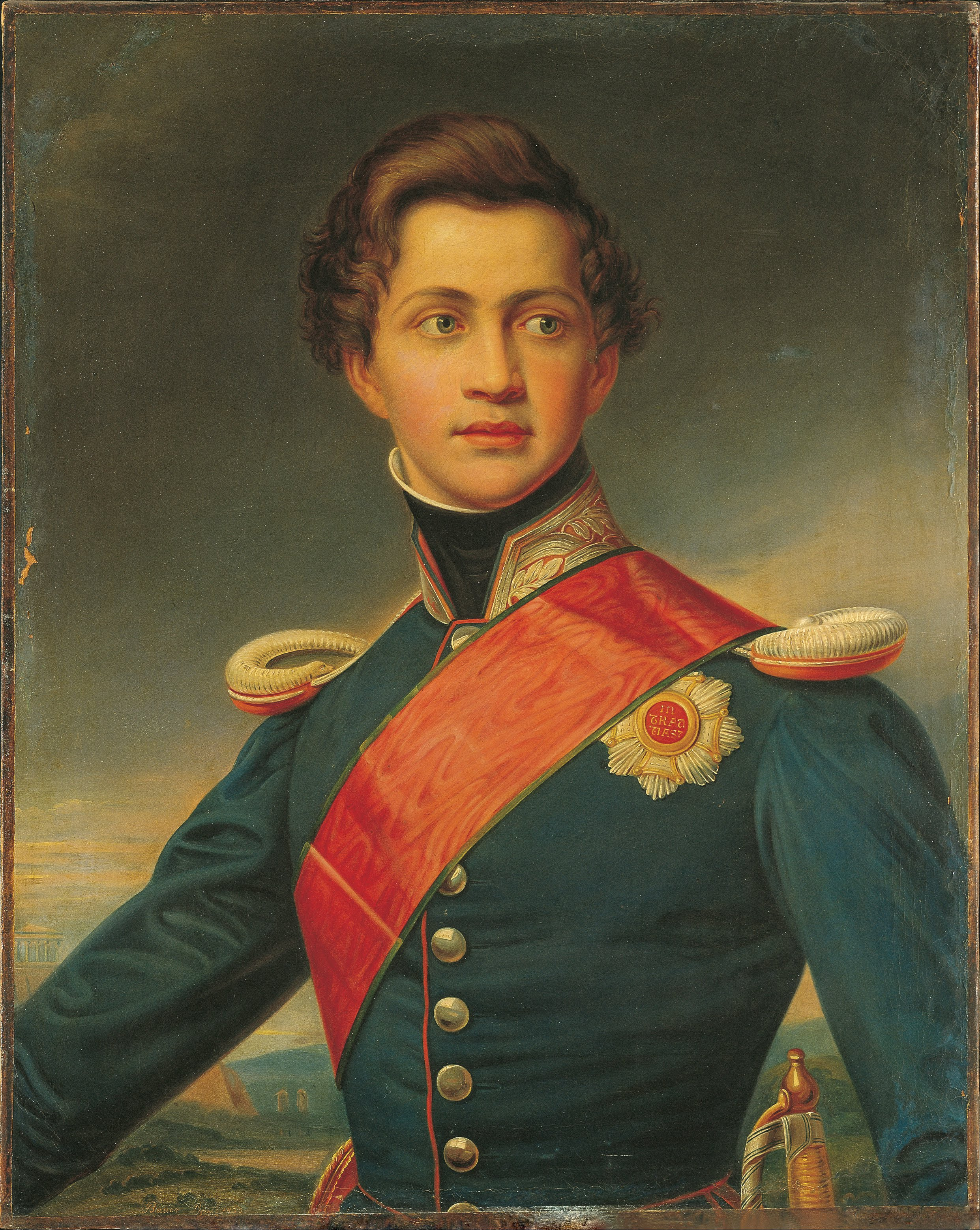
الملك أوتو، أول ملوك اليونان.

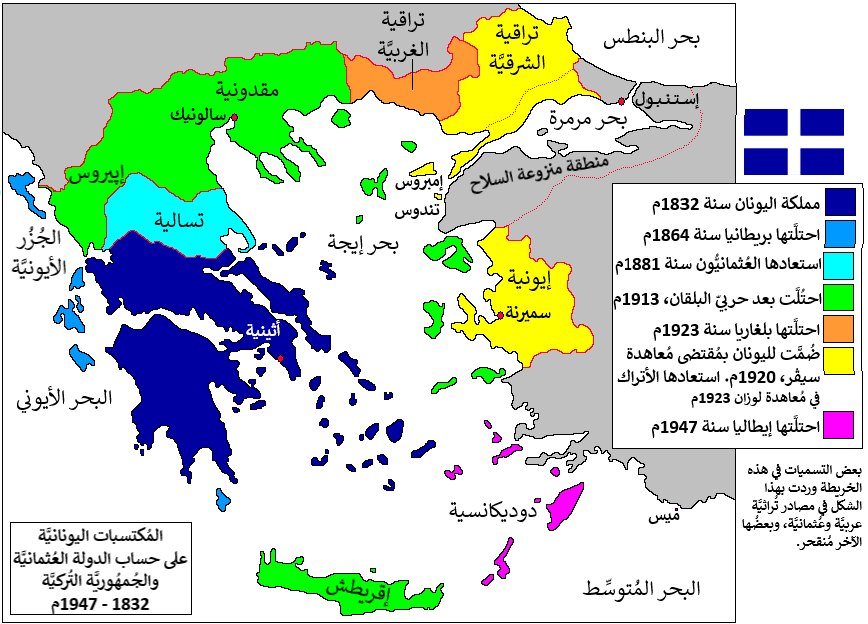
تشكل الدولة اليونانية منذ قيام المملكة عام 1832 وحتى عام 1947

أقامت كل من فرنسا وبريطانيا وروسيا في عام 1830 مملكة يونانية مستقلة بمقتضى معاهدة دولية، كان الملك اوتو قد وصل إلى اليونان في فبراير 1833 واتخذ من مدينة نابليون Napoleon عاصمة لمملكته حيث لم تكن أحوال أثينا تسمح حتى عام 1835 بأن تكون مقرا للحكم. ولما أكمل الملك الجديد في الثامنة عشرة من عمره فقد اصطحبه وصيا اختاره أبوه لودفيج ملك بافاريا. ولأن لودفيج كان معنى بنجاح ابنه في الحكم فقد اختار له مجموعة من الإداريين والمستشارين على درجة عالية من المهارة. وقام بتعيين الكونت جوزيف فون ارمانزبرج Armansperg رئيسا لمجلس الوصاية المعروف باتجاهاتهالليبرالية وخبراته الهائلة في العمل في بافاريا.
أما أعضاء المجلس الآخرون فكانوا كل من جورج لودفيج فون ماورر Maurer القاضي المعروف وأستاذ القانون، والميجور جنرال كارل فون هو يداك Headache الذي كان يقيم باليونان أثناء حوادث الثورة وكان على علم بمجريات الأمور فيها. وعهد بأمانة المجلس إلى كارل فون آبل، وتم تعيين يوهان گراينر مستشاراً. وعلى الفور شرع هؤلاء الرجال مع مساعديهم اليونانيين في العمل على تكوين جهاز إداري للدولة وقسموا العمل فيما بينهم حيث اختص هو يداك بشؤون الجيش والبحرية، واختص ماورر بالقانون والكنيسة والتعليم، وآبل بالشؤون الداخلية والخارجية في حين اختص جرينر بالمشكلات الاقتصادية، وكل منهم اختار نماذج من أفضل بلاد أوروبا الغربية تقدماً واستنارة لتطبيقها في بلاد اليونان. وفي هذا الخصوص كان للنموذج النابليوني في فرنسا شأنه في المحاكاة والتقليد.
وسرعان ما دخل أعضاء مجلس الوصاية في صراع حاد فيما بينهم مما أضر باستقرار أمور البلاد في الداخل. وفي هذا الصراع قام ارمانزبرج في 1834 باستدعاء ماورير، وقلل من نفوذ هيدسك. وفي عام 1835 بلغ أوثان سن الرشد فأصبح ملكاً دون وصاية لكن ارمانزبرج ظل محتفظاً بنفوذه حتى عام 1837 حين حل محله شخصية بافارية أخرى ألا وهو إگناس فون رودهارت Igans Von Rudhardt، وفي العام نفسه استقبلت اليونان أول رئيس وزراء لها من بين اليونانيين أنفسهم وهو قسطنطين زوجرافوس.
لقد قامت الدول الكبرى في اليونان حكماً ملكياً رغم أن اليونانيين كانوا يفضلون كما بدا من أحداث ثورتهم، قيام حكومة دستورية بسلطات تنفيذية مقيدة. غير أن الدول الكبرى وضعت في أولوياتها تأمين النظام والسلام في اليونان وإنهاء حالة الفوضى التي خلفتها الثورات وكانت ترى في وجود ملك يتمتع بسلطات مطلقة بعيداً عن قيود دستورية ما يساعد على تحقيق ذلك الهدف رغم أن تلك الدول كانت تظهر من آن لآخر تقديرها لفكرة الملكية الدستورية. غير أن الذي كان يحول دون وجود حكومة دستورية في اليونان هو لودفيج الأول ملك بافاريا ووالد ملك اليونان أوثون إذ كان يعارض فكرة الدستور، ويمارس ضغطاً هائلاً على إبنه في الحكم، وأقصى ما كان يمكن أن يسمح به هو الرضوخ لميثاق «وطني» يتضمن حقوقاً محددة للشعب. وفي عام 1835 حين بلغ أوثون سن الرشد كان مجلس الوصاية لا يزال يمارس سلطات مطلقة ويخضع لرقابة الملك لودفيج الذي كان ينفرد بتعيين أعضائه واستدعائهم حسب إرادته. وهكذا كانت أعلى سلطة في أول حكومة يونانية مستقلة «بافارية» الطابع والهوى رغم وجود مجلس وزراء كله من اليونانيين لكن دون أن تكون له سلطة حقيقية.
وينبغي التأكيد على أن هذه الإدارة الحكومية غير اليونانية حاولت إقامة ما اعتقد أعضاؤها أنه أفضل نظام حكم ممكن في البلاد. وقد تكون هذه الحكومة قد ارتكبت أخطاء وخاصة في الأمور المالية، وقد تكون قد ضيعت مبالغ كبيرة في محاولة منها لوضع اليونان في الإطار الصحيح الذي تتمتع به الدول الأكثر ثروة والأكثر تقدماً. لكن أعضاء هذه الحكومة باستثناء ارمانزبرج لم يكونوا مرتشين، وقد بذلوا جهداً كبيراً من أجل تحقيق الأهداف.
لكن من وجهة نظر اليونانيين أنهم أصبحوا والحال كذلك مواطنين لحكومة دولة ضعيفة ألا وهي بافاريا وليس لإحدى الدول الكبرى الحامية لاستقلال بلادهم، وبالتالي لم يكن باستطاعتهم ممارسة دور فعلي على تلك الحكومة إلا إذا ضمنوا تأييد إحدى الدول الحامية.
في السنوات الأولى من عهد المملكة الجديدة واصل مجلس الوصاية جهوده لوضع أسلوب للإدارة المحلية، وإعداد كنيسة وطنية، وتنظيم شؤون الجيش والبحرية، وإقامة مؤسسات تعليمية ومالية وغير ذلك من مؤسسات الدولة الحديثة. ولكن عند وضع نظام للإدارة المحلية واجه المجلس كثيراً من الصعوبات تماثل تلك التي واجهها ميلوش حاكم الصرب من قبل، ذلك أن أوثون ومستشاريه البافاريين شأن ميلوش كانت لهم مصلحة في كبح جماح المؤسسات التي قد تصبح مصدراً لمعارضة السلطة المركزية، وكانوا يفضلون الأسلوب المركزي في الحكم لأسباب عملية ونظرية وهو الأسلوب الذي قد يؤدي إلى تحطيم الحكومة الذاتية المحلية التي كانت قائمة زمن الحكم العثماني مثلما حدث في الصرب.
والحقيقة أن محاولة تطبيق الإدارة المحلية في البلاد كانت قد بدأت بطريقة أو بأخرى زمن ثورة اليونانيين عندما عمل قادة الثورة على تشكيل حكومة قوية تقود النضال، وحينئذ تم تقسيم المناطق التي كانت تحت سيطرة الثوار إلى أقاليم وكل إقليم يقسم إلى مدن وقرى (كوميونات)، وعلى كل إقليم يعين إيبارشية Eparch (أي والي) وسكرتير عام ورئيس للشرطة. وبمقتضى هذا النظام يصبح من حق كل كوميونة أن تدير شؤونها الخاصة بمعرفتها. غير أن هذا التخطيط الإداري لم يوضع أبداً موضع التنفيذ بسبب اضطراب أحوال البلاد خلال فترة الثورة.
وكانت أول خطوة اتخذت تجاه تنظيم إدارة وطنية قد تمت حكومة كابوديسترياس Capodistrias زمن ثورة الثورة وقد سبق أن ناقشنا رغبته في تكوين حكومة مركزية قوية تنزيا بالقوانين واللوائح مع بقاء جميع الأمور في يد الحكومة. ومن هنا وفي أبريل 1828 صدر قرار بتقسيم شبه جزيرة المورة ر (البلوبونيز) إلى سبعة أقسام، وتقسيم مجموعة الجزر إلى ستة أقسام، وكل قسم يقسم إلى أقاليم، وكل إقليم إلى مدن وقرى كل منها يخضع لحكم مجلس محلي. ولما كان كابوديسترياس بحاجة إلى موظفين خبراء ومتعلمين يضمن ولاءهم فقد شغل كل المواقع المحلية برجال يونانيين ولكن من خارج بلاد اليونان بالمعنى الجغرافي، أي من إسطنبول وجزر أيونيا على سبيل المثال. غير أن هؤلاء الرجال كانوا بطبيعة الحال منفصلين عن السكان المحليين (الأهالي) من واقع سلوكياتهم ومصالحهم واهتماماتهم الشخصية شأن البريشانية بالنسبة لبلاد الصرب.
ولقد استمرت فلسفة الحكم هذه تحت حكم الملك أوثان، إذ كان مجلس الوصاية يرغب شأن كابوديسترياس في مركزة الحكومة مع ارتداء زي قانوني وتبني معايير قانونية، ففي 1833 تم تقسيم بلاد اليونان إلى عشرة أقاليم (نومارخيات nomarchies)، وكل إقليم يقسم إلى مقاطعات (إيبارشيات eparchies)، وكل مقاطعة إلى بلديات (ديمات demes). وتقوم الحكومة بتعيين مسؤول كل إقليم وكل مقاطعة. أما البلديات فقد تم تنظيمها بحيث تكون السلطة الحقيقية في يد الحكومة المركزية.
ويلاحظ أنه حتى بعد إقامة المملكة استمرت حالة الانفصال بين الحكام والمحكومين قائمة كما كان الحال من قبل. وكما هو معروف كانت قيادة مملكة اليونان في العقد الأول من وجودها «بافاريا» الهوية وتتكون من يونانيين تم استقدامهم من خارج البلاد. وحتى عندما قامت الحكومة المركزية فيما بعد بتعيين المسؤولين المحليين في الريف اختارتهم من بين صفوف الشباب المتعلم الذين كانت مصالحهم في الغالب مختلفة عن مصالح الأهالي.
كما قام مجلس الوصاية بتنظيم شؤون الكنيسة اليونانية الأرثوذكسية لتكون مستقلة عن البطريركية في إسطنبول التي كانت تحت سيطرة الباب العالي مباشرة. وكانت هناك محاولة جرت زمن الثورة لتحقيق هذا الاستقلال وخاصة بعد أن أصدر بطريرك إسطنبول تحت ضغط السلطات العثمانية قرار الحرمان الكنسي في حق الكنيسة اليونانية التي وقفت مع الثورة. وعلى هذا تدهورت الشؤون الكنيسة في اليونان أثناء الثورة شأن أمور أخرى وأصبحت أسيرة الفوضى والاضطراب. ولكن بعودة السلام بدا أن تنظيم الكنيسة أمراً ضرورياً وملحاً. وهنا يأتي دور جورج لودفيج فون ماورر ومجمع الأساقفة (السنودس) في استقرار الكنيسة اليونانية لتكون مؤسسة ضمن مؤسسات الدولة. ولتحقيق ذلك نجد أن ماورير باعتباره ليبرالياً بروتستانتيا يستعير نموذج وذع الكنيسة الأرثوذكسية في روسيا، والكنيسة الكاثوليكية في بافاريا وهما مؤسستين تابعتين للدولة.
وعندما صدرت التنظيمات الجديدة للكنيسة اليونانية في 1833 أعلن استقلالها عن بطريركية إسطنبول، وأصبحت شؤونها تدار بمعرفة مجمع (سنودس) الذي يعين الملك أعضاؤه، ووجه المفارقة هنا أن رأٍس الكنيسة اليونانية الأرثوذكسية أصبح في الواقع ملكة كاثوليكياً. كما امتدت يد الإصلاح الكنسي لتشمل الأديرة التي كانت أوضاعها في حالة يرثى لها بسبب حوادث الثورة. ومن ذلك أنه تقرر إغلاق الأديرة التي يقل عدد رهبانها عن ستة على أن تنتقل ملكيتها إلى الحكومة، ويستخدم عائدها في المستقبل للصرف منه على الاحتياجات الكنسية والتعليمية.
إتفق على أن هذه الإصلاحات كانت محل جدل كبير ساخن داخلياً وخارجيأً لأكثر من سبب، فلقد قام على تنفيذها قيادات يونانية تؤمن بالعلمانية والأفكار الغربية، ولم تؤيدها بطبيعة الحال العناصر المحافظة في الكنيسة اليونانية، ولأنها انتهت بوضع ملك كاثوليكي على رأس الكنيسة الأرثوذكسية في البلاد الأمر الذي نتج عنه انشقاق أكثر من بطريرك رفض المثول لها بدعوى أنها فرضت دون التفاوض مع بطريركية إسطنبول فكانت علامة على قطيعة مع هيئة تعتبر يونانية لأن غالبية أعضائها من اليونانيين. وأكثر من هذا أن روسيا انغمست بعمق في تلك المشكلة للمحافظة على وحدة الأرثوذكسية.
لكن الجرح الذي أحدثته الإصلاحات لم يلتئم وظلت الخلافات حوله قائمة ولم يتم التوصل إلى تسوية نهائية بشأنه إلا في عام 1850 حيث وافق بطريرك إسطنبول بوساطة روسية على الاعتراف بانفصال الكنيسة اليونانية في مقابل تنازلات قليلة نسبياً. وفي عام 1852 صدر قانون جديد بقيت الكنيسة بمقتضاه تحت رعاية مجمع (سنودس) الذي يرأسه كبير أساقفة أثينا، وبشرط ألا يسري أي قرار تصدره الكنيسة إلا بتوقيع المدعي العام ممثل الحكومة، وبهذا بقيت الكنيسة تابعة لسلطة الحكومة المدنية.
أما فيما يتعلق بالحالة العسكرية وخاصة حالة المحاربين القدماء اليونانيين فقد أصبحت تمثل مشكلة كبرى في السنوات الأولى من استقلال اليونان دون أن تجد لها حلاً مرضياً وذلك على عكس الصرب التي نجحت في إعاشة الفرق العسكرية غير النظامية (الميليشيات) داخل قرى الريف بعد أن شاركت في معارك الثورة. والحاصل أن أوثان عندما قدم إلى اليونان ملكا عليها رافقته قوة عسكرية قوامها ثلاثة آلاف وخمسمائة نفر أغلبهم من الجرمالانن ومن السويسريين لأن الدول الكبرى كانت تريد الاطمئنان على أن الملك الجديد لديه قوة عسكرية يمكن الاعتماد عليها.
وكان من مصلحة الملك الجديد والدول الكبرى التخلص من العساكر النظامية اليونانية التي بلغ عددها سبعمائة عسكري ومن المحاربين غير النظاميين (الميليشيات) وعددها حوالي خمسة آلاف نظرا لإسهامهم في الفوضى التي سادت البلاد آنذاك. ولم يكن هذا الأمر سهلا حيث أن هؤلاء الجنود لم يكونوا يتقاضون مرتبات منتظمة، ولا يعيشون في المواقع التي يتمركزون فيها، ولا يستطيع أغلبهم العودة إلى بلدتهم التي كانت ما تزال تحت يد العثمانيين. وعلى هذا تم تزويد الجيش النظامي باليونانيين، ولم تكن عملية سهلة أيضاً لسبب بسيط وهو أن الملك القادم من خارج اليونان كان بحاجة إلى جيش يعتمد عليه في حماية سلطته ومساندته وحفظ الأمن ويقبل الخضوع للانضباط العسكري في التدريب وارتداء الزي على الطريقة الأوروبية وهما مظهران لم يكن اليوناني يفضلهما. وانتهت هذه المشكلة بإلحاق بعض هؤلاء العسكريين بالجيش النظامي وبعضهم الآخر بالجندرمة (الشرطة)، وعاد أكثرهم إلى قراهم، وشكل آخرون عصابات قطاع الطرق سواء داخل اليونان أو على الحدود مع الدولة العثمانية وأصبحوا يمثلون مشكلة حقيقية خلال حكم أوثون، وكان الجيش يمثل عبئا مالياً ضخماً على الدولة الوليدة إذا كان يستهلك أكثر من نصف ميزانية الدولة المحدودة المصادر بسبب ضخامته بالقياس مع عدد السكان، ففي عام 1835 بلغ تعداده سبعة آلاف فرد بما فيه قوات الشرطة أي بما يعادل عسكري لكل مائة يوناني، وكان نصفه تقريباً من اليونانيين والباقي من المرتزقة، ويخضع لنفوذ أجنبي باستثناء سلاح البحرية الذي كان يخضع لسيطرة اليونانيين أنفسهم.
وأما فيما يتعلق بالتعليم فقد وضع مجلس الوصاية نظاماً للمدارس الابتدائية والثانوية، وفي 1837 تأسست جامعة أثينا التي كان لها أفضل إعداد رجال المستقبل في الإدارة وفي السياسة على نطاق واسع. كما تم تنظيم مسألة اللغة التي تستخدم وذلك في أواخر أيام حكم الملك أوثون. ففي 1849 تم اصطناع الكاثاريڤوسا Katharevousa لتكون اللغة التي تستخدم في الكتابة والتعليم والصحافة محل لغة العوام (الديموقراطية). وكان هذا التغيير مثار جدل مرير منذ تطبيقه، إذ كان وجود لغتان معاً أحدهما لا يستخدمها غالبية الناس سبباً في تعقيد الحياة السياسية والتعليم في المملكة.
وفي تلك الأثناء قام ماورير بوضع النظام التشريعي لليونان وسن مختلف القوانين المدنية. واهتم مجلس الوصاية بتشجيع من الملك اهتماماً بالغاً بمدينة أثينا وكانت عند نهاية فترة الثورة أقل قيمة من أي مدينة عثمانية إقليمية، وأشهر معالمها البارثينون وبقايا الآثار التي تشهد بعظمة الماضي. غير أن عشاق الهيلينية من البافاريين واليونانيين أنفسهم اهتموا بكل حب وتقدير أن يجعلوا عاصمتهم خير خلف للمدينة القديمة، وإلى تلك الفترة من التاريخ تعود مدينة أثينا الحديثة.
ورغم إنجاز الكثير فيما يتعلق بتنظيم شؤون الدولة وترتيب أحوالها خلال السنوات الأولى من حكم الملك أوثون، إلا أنه بقيت مشكلات كبيرة دون تسوية. ورغم أن أوثون كان حاكماً مطلقاً، إلا أنه لم يكن على شاكلة ميلوش أو كاراديورديه، كما لم يكن رجل مكائد ومؤامرات، لكن شخصيته وقدراته لم تكن بالقوة التي تمكنه من السيطرة على الموقف السياسي المعقد، إذ لم يكن باستطاعته التصدي لتدخل الدول الحامية لاستقلال اليونان في شؤونه الداخلية بشكل متواصل بسبب ضعف اقتصاديات الدولة، وزاد من تأزم شخصيته زواجه في نوفمبر 1836 من آماليا دوقة أولدنبورغ Oldenburg وهي بروتستانتية ورغم احتفاء الشعب بهذا الزواج إلا أنه ظل زواجاً طفولياً.
وفي الواقع أن بلاد اليونان التي استقلت كانت في حالة يرثى لها بسبب تدمير غابات الكروم والزيتون وحدائق الفاكهة نتيجة أعمال العنف التي صاحبت فترة الثورة، فضلاً عن اضطراب نظام جمع الضرائب. وأكثر من هذا فإن أراضيها لم تكن كلها خصبة، والصالح للزراعة منها لا يتجاوز 25% في حين أن الفلاحين يمثلون 75% من إجمالي السكان. وعلى هذا فقد واجهت أول حكومة يونانية مشكلة إقامة نظام إداري حديث بميزانية خاوية، ومصادر قليلة، ووجود التجارة والملاحة خارج سيطرة الحكومة، فضلاً عن الديون التي وقعت فيها البلاد أثناء الثورة وكان على الحكومة تسديدها. وهكذا ظلت المشكلات تحيط بالبلاد حتى نهاية القرن إلى أن أقدمت الحكومة في النهاية على إشهار إفلاسها بوضوح.
ثم إزداد المواقف الاقتصادية سوء بسبب أسلوب تحصيل الضرائب الردئ الذي لم يتغير منذ العهد العثماني، إلا قليلاً، إذ سرعان ما اكتشف الفلاح اليوناني مثلما فعل الفلاح الصربي أن الاستقلال أكثر كلفة من الحكم العثماني، وأن التهرب من الضرائب أمر بالغ الصعوبة، فمثلأً استمر الفلاح في دفع ضريبة العشر لكن الطريقة المتبعة في تحصيلها أدت إلى زيادة قيمتها المقررة. كما اتبعت الحكومة نفس وسائل ابتزاز الأموال التي كانت سائدة تحت الحكم العثماني ومن ذلك استمرار منح امتياز جمع الضرائب بالمزاد لمن يدفع أكثر (أي نظام الالتزام)، ودفع الضرائب عينأً عكس الحال في الصرب، وقيام الملتزم أو وكيله بتقدير المحصول على الأرض. ولم يكن الفلاح يجمع محصوله إلا بعد أن يسمح له الملتزم بل كان عليه أن يجمعه بشروط يضعها الملتزم، فإذا كان المحصول من النوع سريع التلف يقوم الفلاح بتقديم الرشوة إلى المسئول لكي يسرع بتقدير الضرائب. ولم يكن هذا النظام بأكمله يمثل كارثة بالنسبة للفلاح فقط بل كان كارثة على الحكومة التي لم يكن يصل خزينتها إلا نسبة قليلة مما يجمعها مسؤولو جباية الضرائب من الفلاحين بسبب تفشي الفساد والابتزاز. وقد أدرك مجلس الوصاية وكذا الوزراء هذا الوضع فاجتهدوا لتحسين نظام دفع الضرائب لضمان توريد الملتزمين كافة المبالغ التي يجمعونها من الفلاحين.
وبالإضافة إلى تلك المشكلات المالية كان على الحكومة أن تتعامل مع موقف داخلي معقد وصعب استمد خصوصيته من طبيعة النظام الملكي المطلق، ومن الأسلوب القمعي الذي كانت الحكومة تمارسه ضد أحزاب المعارضة، ومن تدخل للقوى الدولية الدولية الثلاثة الحامية لاستقلال اليونان. وكانت الأحزاب القائمة في العقدين الأولين من حكم الملك أوثون ثلاثة أحزاب ترجع أصولها إلى فترة الثورة، وبينما تشكلت الحياة الحزبية في الصرب من واقع الصراع بين الحكام والنبلاء فكان هناك حزب دستوري وآخر ليبرالي وثالث محافظ، تشكلت أحزاب اليونان على أساس التبعية لأحد الدول الثلاثة الحامية فكان هناك حزب فرنسي وآخر إنجليزي وثالث روسي. ولكل حزب مركز بالمفوضية اليونانية تعقيداً أن كل دولة من تلك الدول الثلاثة كانت لها مواقف سياسية ثابتة بشأن اليونان تعكس مصالحها.
ويبدو أن الحزب الفرنسي كان أكثر الأحزاب الثلاثة شعبية في السنوات السابقة على حرب القرم، وربما يعود هذا بصفة رئيسية إلى قدرته على مناصرة برنامج للتوسع القومي-الإقليمي، وكان زعيم هذا الحزب جون كوليتيس Kolettes وهو سياسي متطرف ذو قدرات عالية وله ارتباطات وثيقة ملكية يوليو 1830 في فرنسا حيث كان يمثل بلاده في باريس لمدة ثمان سنوات. ويليه في النفوذ والتأثير الحزب الروسي Napisy وهو حزب أرثوذكسي محافظ تزعمه في البداية كولوكوترونيس، وكابوديسترياس أثناء الثورة وبعد وفاتهما تزعمه أندرو ميتاكساس Metaxas. أما الحزب الإنجليزي فكان أقل الأحزاب الثلاثة نفوذاً وتأثيراً رغم أنه كان بإمكانه ممارسة ضغط كبير على الحكومة اليونانية استناداً إلى الأسطول البريطاني القابع على سواحل البلاد، لكن لم يكن بإمكانه تأييد سياسة قومية توسعية كبرى نظراً للحقيقة السائدة بان إنجلترا كانت لا تزال آنذاك تتمسك بوحدة الأراضي العثمانية وتكاملها في إطار فلسفة التوازن الدولي. وكان رئيس الحزب ارمانزبرج الذي كان يحظى بتأييد الملك ثم خلفه مفروكورداتس، وكان برنامجه يركز على الإصلاحات الداخلية وإقامة حكومة دستورية. وعلى كل حال كان كل حزب من تلك الأحزاب الثلاثة يسعى للسلطة وعندما يصبح أحدها في الحكومة نجده يبادر بمساندة الملك، وعندما يكون خارج السلطة يقوم بالتآمر ضد الحكومة وضد أي حزب آخر في الحكم وهكذا.

#### ثورة 3 سبتمبر
ومن المشكلات الرئيسية التي واجهت أوثون خلال السنوات الخمس الأولى من حكمه وكان لها تأثير على مساره في الحكم أنه لم يكن له فريق منظم يسانده، ولم يكن له حزب «بافاري» يعتمد عليه وهي إشارة لبلده بافاريا التي قدم منها، وكان عليه أن يتحمل عبء امتعاض اليونانيين من وجود أجنبي يحكمهم وهو ما أطلقوا عليه الإيكسنوقراطية Xenocracy (أي حكم الأجانب) رغم أن اليونانيين أخذوا يتولون تدريجياً معظم الوظائف الإدارية. ففي نهاية ثلاثينيات القرن التاسع عشر مثلاً حل العساكر اليونانيين محل القوات الأجنبية لكنهم لم يكونوا من أنصار الملك وبالتالي لم يكن من الممكن الاعتماد عليهم يضاف إلى هذا أن أوثون ظل طوال فترة حكمه يعاني من نظرة الناس له باعتباره كاثوليكياً يحكم بلداً أرثوذكسياً. ومما زاد من حجم معاناته عدم إنجابه ولداً ذكراً يخلفه في الحكم وينشأ نشأة أرثوذكسية من البداية. أما أعظم أخطائه في أعين شعبه إخفاقه في إحداث أي تقدم بشأن ضم أراضي يونانية لدولة اليونان على أساس التوسع القومي-الإقليمي وهي مسألة عاطفية لها أهميتها القصوى في نظر اليونانيين فمثلاً عندما ثارت كريت ضد الحكم العثماني في 1841 لم ينتهز الفرصة ويعمل على ضمها للبلاد.
وفي أربعينيات القرن التاسع عشر واجه أوثان أزمة داخلية حيث بلغ السخط مداه ضد حكمه بسبب سياساته الداخلية والخارجية. فقد زاد الوضع الداخلي سوء بسبب ضغوط الدول الدائنة لليونان حتى أصبحت الشؤون المالية في 1838 تحت إشراف المندوب الفرنسي آرتمون دي رينيه Artemonis de Regny، ثم حلت الكارثة بالموقف المالي تماماً في 1843 إذ توصل العجز السنوي في الميزانية باستثناء عام واحد بل وتوقف تسديد الديون لمدة أربع سنوات.ورغبة من القوى الدولية في حماية استثماراتها بدأت تمارس ضغطاً على الحكومة اليونانية لتخفيض نفقاتها الداخلية تخفيضاً كبيراً فبادرت بتخفيض ميزانية الجيش فأعرب العسكريون عن سخطهم وشاركتهم مجموعات أخرى ساخطة على الوضع العام.
وفي تلك الأثناء كان الحزب الفرنسي في السلطة ويحكم بتنسيق تام وتعاون مع الملك، أما الحزبان الروسي والبريطاني فكانا خارج الحكم. ثم عرفت الحكومة بنبأ استيلاء ألكسندر كارديورديفيتش على الحكم في صربيا (1842) بانقلاب عسكري فأصبحت قضية هذا الانقلاب موضوع جدل داخل الحكومة اليونانية. وعلى هذا أثار الحزب البريطاني فكرة الرقابة على الملك أوثون وتقييد سلطاته بواسطة دستور ربما تجنباً لحدوث انقلاب، وأصبح الموضوع شأناً سياسياً عاجلاً لدى اليونانيين.
ثم تجمعت كل تلك المسائل وأصبحت أسباباً لثورة 1843 حين تحركت فرقة عسكرية مرابطة في أثينا تجاه القصر الملكي في سبتمبر واعتقلت الملك وحكومته، وطلب قادتها أن يقوم أوثون بتشكيل حكومة جديدة وأن يدعو لعقد جمعية تأسيسية لوضع دستور. والحقيقة أن الحركة كانت انقلاباً عسكرياً مدعوماً من الحزبين البريطاني والروسي ونفر من الحزب الفرنسي، أكثر من كونها انتفاضة شعبية كبرى استهدفت تقييد سلطة الملك بالدستور، وتجدر الإشارة إلى أن صربيا كانت تشهد في هذه الفترة حياة دستورية.
وحين لم يكن أمام الملك إلا أن يختار بين إصدار الدستور أو التنازل عن العرش، وافق على طلبات الثوار ومن ثم دعا إلى تشكيل جمعية تأسيسية لوضع دستور ضم ممثلين من كل من مقدونيا وإيبروس وتساليا وهي مناطق كانت لا تزال تحت الحكم العثماني. وقد استمرت انعقاد الجمعية من سبتمبر 1843 إلى مارس 1844، وقام بدور رئيسي في مشاورات الأعضاء كل من مفروكورداتوس الذي عاد من إسطنبول حيث كان يمثل بلاده هناك، وكوليتيس Kolettes الذي كان قد عاد من باريس، وقدمت فرنسا وإنجلترا النصائح اللازمة لإعداد الدستور، وابتعدت روسيا عن المشاركة نظراً لأن القيصر نيقولا الأول كان ينظر بريبة تجاه الحركات الثورية.
لقد كانت القضية الرئيسية التي دارت حولها مناقشات وضع الدستور هي تحديد العلاقة بين الملك وبين الهيئة التشريعية، ورغم أن فرنسا وإنجلترا كانتا تساندان فكرة الحكومة الدستورية في اليونان، إلا أنهما لم تتحمسا كثيراً حيال فكرة إعطاء صلاحيات واسعة للهيئة التشريعية، ذلك أن الهيئة التشريعية في فرنسا نفسها (ملكية يوليو) وفي إنجلترا (بعد قانون الإصلاح عام 1832) لم يكن لها حق الراقبة الشعبية، وبالتالي كان كل ما يعني هاتان الدولتان هو أن تقوم في اليونان حكومة مستقرة، ومن هنا جاء الدستور الذي صدر في 1844 محافظاً وشبيهاً بدستور ملكية يوليو في فرنسا التي كان كوليتيس يعرفها تمام المعرفة. وعلى هذا نص الدستور الجديد على إيجاد مجلسين تشريعيين: مجلس نواب Vouli ينتخب أعضاؤه انتخاباً حراً مباشراً، ومجلس شيوخ Gerousia وأعضائه يعينهم الملك مدى الحياة من بين المواطنين أصحاب المكانة الممتازة وبموافقة رئيس الوزراء، وللملك حق الفيتو المطلق على قرارات الهيئة التشريعية، ومن حقه أيضا تعيين الوزراء وعزلهم، ويكونون مسئولين أمامه. كما تضمن الدستور المبادئ العامة التي يصدر بشأنها قوانين مثل المساواة بين المواطنين، وحرية الصحافة، وحرية الاجتماعات.. الخ.
و بصدور الدستور في 1844 أصبحت اليونان ملكية دستورية من الناحية النظرية، ولكن من الناحية الفعلية كان دور الدستور في توجيه الحكومة دوراً ضئيلاً، ذلك أن القيادات السياسية اليونانية تبنت مثلما حدث في صربيا هي نفس المبادئ السياسية الغربية بأشكالها الدستورية بعد تكييفها طبقاً للعادات والتقاليد المحلية. وقبل أن يصدر الدستور كانت الأحزاب الثلاثة الرئيسية في البلاد (الفرنسي والروسي والإنجليزي) تتصارع على السلطة، ولم تتعاون معاً إلا في أثناء مناقشة وضع الدستور. آنذاك كانت الحكومة القائمة برئاسة ميتاكساس ثم حلت محلها حكومة مفروكورداتوس، وسبيريدون Spyridon، وتريكوبيس Troupes التي اعتبرت موالية للإنجليز وهي الحكومة التي كانت في الحكم أثناء إجراء انتخابات الجمعية التأسيسية لوضع الدستور وأثناء اجتماعات الجمعية لمناقشة مبادئ الدستور. وأخيراً كان الدستور نفسه من ناحية المبدأ حصيلة عمل لجنة مكونة من واحد وعشرين عضواً أبرزهم مفروكورداتوس، وتريكوبيس، وكوليتيس، وظل الحزب الروسي بعيداً عن الساحة بسبب موقف القيصر كما سبقت الإشارة.
وبمجرد صدور الدستور عادت سياسات كل الأطراف إلى وضعها الطبيعي وفي أول انتخابات أجريت عام 1845 فاز كوليتيس الذي بادر بتشكيل حكومة ائتلافية منه ومن ميتاكساس واستبعد الحزب الإنجليزي، وظل في الحكم مسيطراً على زمام كل الأمور حتى وفاته في 1847. ووضع خلال فترته نظام ممارسة الحكومة لمهامها في ظل ما هو معمول به إلى أن تم عزل الملك أوثون في 1862. ومن ذلك أنه جعل الإدارة مركزية رغم وجود الدستور ليضمن نجاح مرشحي الحكومة في الانتخابات، ووضع كل أنصاره في كل الوظائف، واستخدام أسلوب الترهيب ليضمن حصوله على مؤيدين وأنصار، وأسلوب الترهيب لإخافة المعارضة وترويعها حتى ولو تطلب الأمر تجنيد عصابات وقطاع طرق يعملون لحسابه وتحريك مظاهرات في الشوارع لصالحه. ولأن مرشحي الحكومة كانوا يفوزون دوماً في انتخابات مجلس النواب بأغلبية المقاعد، فإن المعارضة لم تجد فرصتها في القيام بدور مؤثر في الحياة النيابية.

#### الأزمة الداخلية
ومع خيبة الآمال التي واجهت اليونان في السياسة الخارجية تحت حكم الملك أوثون، شهدت البلاد في فترة حكمه تقدماً محدوداً في الشؤون الداخلية. وعلينا أن نذكر في هذا الخصوص أن الدولة الجديدة بدأت بموارد جد محدودة، وديون خارجية هائلة زاد من وطأتها تفشي الفساد في إدارتها. ويضاف إلى ذلك أن تسوية النزاع في المناطق الثائرة أفاد النبلاء بصفة أساسية على حين ظل غالبية الفلاحين يعيشون على ريع مساحات زراعية ضئيلة للغاية أو يعملون في فلاحة أرض الغير مقابل أجور زهيدة، فضلاً عن معاناتهم من نظام جمع الضرائب تماما مثل الأوضاع في صربيا.
وأكثر من هذا كان على اليونان مواجهة صعوبات أساسية لم تواجهها شعوب البلقان المجاورة، ففي صربيا مثلاً بعد ثروتها استفادت من أراضي زراعية كافية وغابات واسعة لم تكن قد استغلت بعد، وأما اليونان فلم يكن بإمكانها إنتاج الحبوب التي تكفي استهلاك سكانها مما اضطرها للتركيز على تصدير العنب والزبيب والزيتون والموالح والطباق لتوفير المال اللازم لشراء الحبوب. آنذاك لم تكن هناك نهضة صناعية في البلاد بل إن المصنوعات المتقدمة يتم استيرادها. وفي مقابل هذه الصورة الاقتصادية القاتمة كانت الملاحة اليونانية هي النشاط الوحيد الذي صادف انتعاشاً.
وعلى الرغم من أن الأحوال الاقتصادية في المملكة المستقلة ظلت على حالها من السوء كان وضع اليونانيين الذين يقيمون خارج البلاد أفضل بكثير. ورغم الحقيقة القائلة بأن بلاد اليونان فقدت مكانتها المرموقة إلا أن اليونانيين ظلوا يعملون في خدمة الدولة العثمانية، وظلت حياة التجار منهم مزدهرة ومنتعشة في مدن البلقان، ومصر، وفي منطقتي الدانوب والبحر الأسود. كان المركز الحقيقي للقوة الاقتصادية لليونانيين في إسطنبول وتسالونيكا وأزمير، ولكن لم يكن أيا من تلك المصادر المالية في خدمة الدولة اليونانية ذاتها. والحاصل أن اليونانيين الذين يعيشون خارج المملكة كانوا يستثمرون أموالهم داخل المملكة لكن الحكومة اليونانية لم تستطع أن تفرض أية ضرائب على أموالهم أو مراقبتها. وينبغي أن نذكر في هذا الخصوص ونؤكد على أن المشكلة الرئيسية لليونان المستقلة كانت المشكلة المالية، ذلك أنها دولة فقيرة في الأساس وتنفق معظم دخلها على الجيش وعلى الديون لم يكن أمامها أي فائض مناسب في الموازنة لتحسين الأحوال الداخلية حتى ولو كان لدى قادتها الرغبة في اتخاذ سياسات في هذا الشأن.
وأمام تلك الظروف لم يكن من الممكن تجنب حالة السخط على حكم الملك أوثون وعدم الرضا عنه، ذلك أنه بعد موت كوليتيس لم يتغير أسلوب وزراء الملك في إدارة البلاد، ففي 1862 حاول الأدميرال قسطنطين كناريس Kanares الذي كان رئيساً للوزراء أن يؤثر على الملك لإصلاح نظام الحكم من حيث تقييد التدخل الملكي في شؤون الحكم ولكن دون جدوى.
وفي تلك الأثناء شهدت اليونان كما حدث في صربيا جيلاً جديداً يملك أفكاراً مختلفة ويتطلع إلى الإمساك بمراكز السلطة قوامه طبقة وسطى من التجار وموظفي الحكومة، والشباب الذين تعلموا في جامعة أثينا أو في الخارج الذين ضاقوا ذرعاً بسلطة الحكم القائمة، وانضم إليهم بالتأييد مجموعة من السياسيين ذوي الفكر الإصلاحي لعل أفضل مثل لهم إبامينوناس ديلجورجيس Epaminondas Del Georges الذي هاجم كافة المؤسسات التي أقيمت بمقتضى دستور 1843. وكانت تلك العناصر ترغب في إقامة ديموقراطية برلمانية حقيقية، وتحجيم سلطة الملك، وتحسين الإدارة في البلاد.وكان هؤلاء قد تأثروا بما جرى في فرنسا عام 1848 من حيث الإطاحة بملكية يوليو. وبعد حرب تتزعمها شخصيات سياسية مرموقة مثل ديلجورجيس، وديمتريوس فولاريس Voulares، وثراسيفولوس زايمس Thresyvoulos Zaimes. وهكذا واجهت الطبقة الحاكمة من النبلاء وأغنياء التجار تحدياً جديداً.

#### انعدام الوريث
حين عجز الملك أوثون عن إنجاب وريث له على العرش، أصبح ذالك يمثل مشكلة قائمة حالت دون تمتعه بالشعبية المناسبة فضلاً عن المشاكل الأخرى التي تواجه اليونان ومنها أن دستور 1843 اشترط أن الملك القادم يجب أن يكون أرثوذكسياً، لكن المشكلة أنه لم يكن في الأفق من يخلف أوثون لاستيفاء هذا الشرط، كما لم يبد أي من إخوته وهم كاثوليك ميلاً لتغيير مذهبهم إلى الأرثوذكسية من اجل الاحتفاظ بالعرش اليوناني. ومن ناحية أخرى أضعفت حوادث أوروبا من مكانة الملك الشخصية ففي 1859 اندلعت الحرب بين النمسا وفرنسا بسبب الوحدة الإيطالية وبينما كانت عواطف اليونانيين مع القومية الإيطالية كان أوثون الذي ولد أميراً يساند النمسا. ولقد أدت هذه المشكلات مع فشل الملك في إحراز أية أهداف قومية إلى تآكل مكانته تدريجياً.

#### انقلاب عام 1862 وطرد أوتو
وعلى هذا كانت ثورة 1862 التي انتهت بتنازل أوتو عن العرش تشبه سابقتها في 1843 التي كانت انقلاباً عسكرياً وليس انتفاضة قومية. ولقد قاد هذه الثورة صغار الضباط وبعض الضباط المتقاعدين بمساندة المعارضة السياسية. وبدأت بانتفاضة في فبراير 1862 قامت بها الحامية العسكرية المرابطة في نابليون، ورغم فشلها إلا أن روح التمرد انتشرت في البلاد، وفي أكتوبر (1862) تمردت الحامية العسكرية في أثينا وكان أوثون وزوجته آماليا في جولة بالأقاليم فنصحهما القناصل الأجانب بعدم العودة إلى أثينا، ومن ثم عاد أوثان إلى بافاريا موطنه السابق تاركاً مملكته في اليونان في هدوء. وعلى الفور تم تشكيل حكومة جديدة مع مجلس وصاية على العرش من كل من فولجاريس، وكناريس، وروفوس فينزيلوس Rufus Venizelos، ومجلس وزراء أبرز أعضائه ديلجورجيس، وزايمس، وألكسندر كومندوروس Koumoundouros. وتم دعوة جمعية تأسيسية لوضع دستور.

### الملك جورج الأول

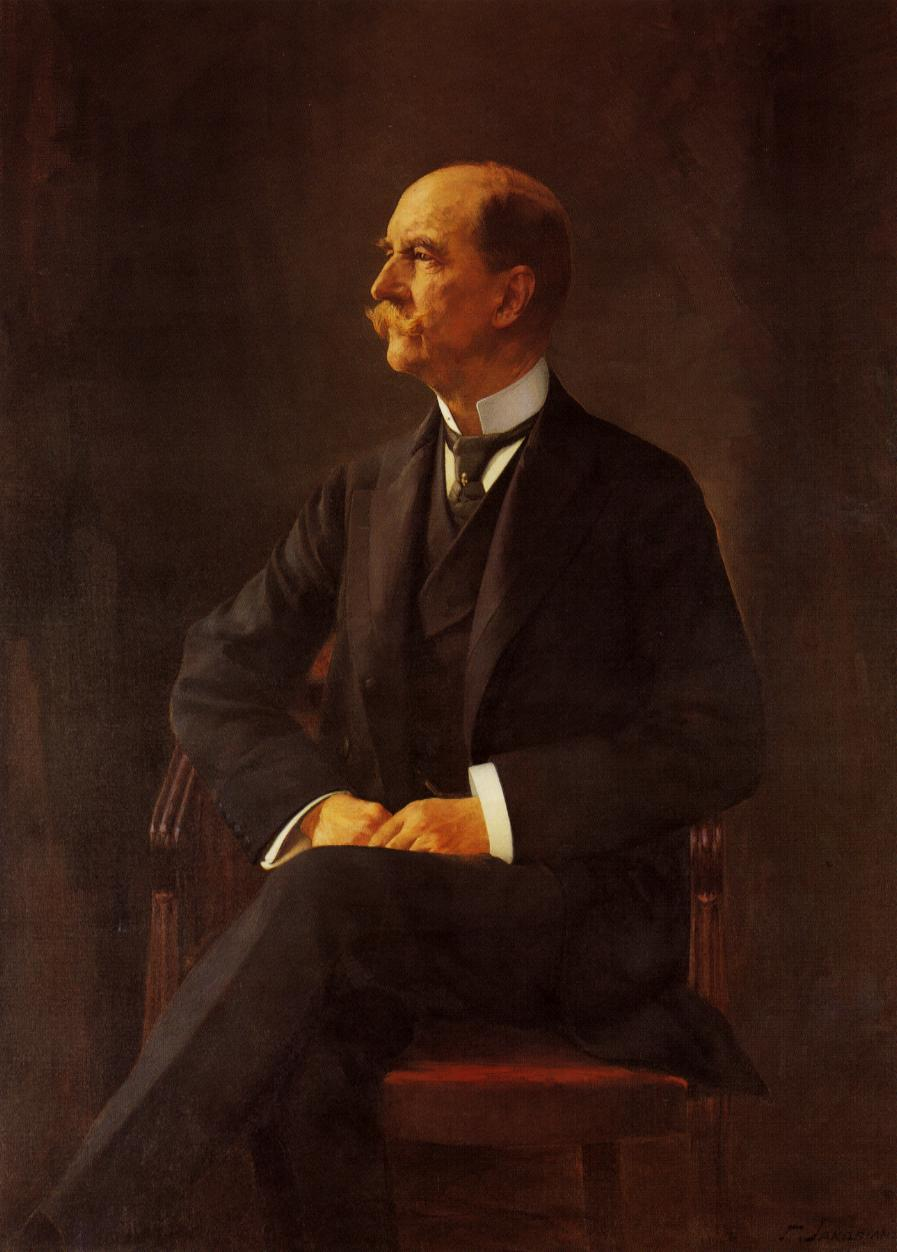
الملك جورج الأول.

وافقت الدول الثلاث الحامية لليونان على رحيل الملك أوتو عن البلاد وأبدت اهتمامً عميقاً بشأن اختيار ملك جديد وصياغة دستور جديد. قامت الدول الثلاثة بتسمية الملك وكان اليونانيين يفضلون أن يكون الأمير ألبرت البريطاني ابن الملكة فيكتوريا ملكاً عليهم على أساس افتراض مؤداه أن وجود هذا الملك سوف لا يجعلهم يحصلون على جزر أيونيا فحسب، بل سوف يحصلون على دعم بريطانيا ومساندتها في إحراز توسع وامتداد قومي أكبر. غير أن الحكومة البريطانية رفضت هذا الاقتراح إذ كانت الدول الثلاثة (الحامية) ما تزال عند كلمتها بأن لا يجوز أن يتولى أحد أفراد الأسرة المالكة في أي منها حكم مملكة اليونان. ووقع الاختيار النهائي على مرشح بريطانياً ألا وهو الأمير كريستيان وليام فرديناند أدلفوس جورج الدانمركي الذي أصبح جورج الأول ملك اليونان، وهو الابن الثاني لملك الدانمرك وكان عمره آنذاك ثمانية عشر ربيعاً. وكان حاكماً شعبياً ناجحاً إلى حد بعيد حتى عام 1913 ربما لأنه كان ينأى بنفسه عن السياسيين اليونانيين. وقد وافقت على ترشيحه جمعية دستورية في مارس 1863، وأخذ لقب «ملك الهيلينيين»، وكان هذا اللقب يعني ببساطة أن رعاياه نظرياً كل أولئك اليونانيين الذين يعيشون خارج البلاد. وفور الموافقة على توليته تخلت بريطانيا عن ملكيتها لجزر أيونيا، وفي 1866 تزوج الدوقة أولجا الروسية.
ولقد قبلت الجمعية التشريعية الأمير الذي شحته الدول الثلاث ولكنها أعدت إطاراً عاماً دستور يحقق رغبات الأمة مستقى من الدستور البلجيكي الصادر في 1831. وتقييداً لسلطة الملك نصت المادة (21) من هذا الدستور على «أن كل السلطات نابعة من الأمة وتمارسها طبقاً لمبادئ الدستور». وتقرر إلغاء مجلس الشيوخ الذي كان الدعامة الأساسية لسلطة املك، واقتصرت السلطة التشريعية على مجلس واحد من 150 عضواً ينتخب أعضاؤه بواسطة البالغين الذين لهم حق التصويت وذلك بالاقتراع السري لمدة أربع سنوات، وأن تكون الوزارة مسئولة أمام هذا المجلس. واحتفظ الملك ببعض صلاحيات مطلقة يستخدمها أي حاكم قوي من ذلك حقه في تعيين الوزراء أو إقالتهم، وحل المجلس وإعلان الحرب، وإبرام المعاهدات.
وفي أكتوبر 1864 تم التصديق على الدستور، وترأس ككناريس أول حكومة، ثم حل محله موكندوروس في 1865، وتبع ذلك فترة من التغيرات السريعة. ففي خلال الفترة من 1864-1881 أجريت تسع انتخابات، وتشكلت واحد وثلاثين حكومة. ورغم الإطار الليبرالي للنظام السياسي، إلا أن السياسات عادت إلى طبيعتها السابقة باستثناء أن الملك لم يعد يتحكم في الإجراءات. ومن ناحية أخرى أضاف أسلوب التعددية الحزبية القائم حيث كانت الأحزاب في الحقيقة مجرد أجنحة تتحلق حول الزعيم، الشئ الكثير لأسباب عدم الاستقرار السياسي، إذ كانت عضوية الأحزاب والتحالف بينها قائمة على تناوب المواقع بشكل مستمر، وأصبحت المسائل الانتخابية الإيديولوجية الطابع. وأكثر من هذا فإن أسلوب الإدارة المركزية، ومنح الوظائف بمعرفة من يكسب الانتخابات كائناً ما كان جعل الغش والخداع إغراء لا يقاوم.
ومن ناحية أخرى كان تغيير الحكومة قد يعني تغييراً كاملاً لكل الأشخاص من القمة إلى القاعدة عكس الصرب حيث كان تولي الوظائف فيها أو المناصب الوزارية لفترة محدودة مضمونة. وعلى هذا وفي ضوء تلك الظروف كانت عمليات الخداع والتزوير والعنف والبلطجة تصاحب العمليات الانتخابية.ومن العجيب أ، مصلحين سابقين أمثال فولجاريس، وديلجورجيس بدت منهم رغبة في تنبي مناهج تشبه تلك التي سبق أن هاجموا أصحابها من أجل الاحتفاظ بقوتها السياسية.
ورغم أن السياسات الداخلية بقيت كما هي لم تتغير إلا أن عهد الملك جورج شهد نشاطاً ملحوظاً في السياسة الخارجية من حيث تحقيق بعض أهداف اليونانيين القومية، ذاك أن الحكومة اليونانية في هذا العهد لم تضع في اعتبارها القوى العظمى والباب العالي فقط، بل لقد وضعت في اعتبارها سياسات جيرانها في البلقان وعلى سبيل المثال ما حدث من التحاق رومانيا الموحدة لحكومة الصرب الذاتية في الستينيات (القرن التاسع عشر). أما ما كان يحتل أهمية خاصة لدى اليونان كان نمو الحركة القومية البلغارية المنافسة لها بدرجة أو بأخرى في المسألة القومية.

## قائمة ملوك اليونان
- أوتو – 6 فبراير 1833 – 23 أكتوبر 1862
- جورج الأول – 30 مارس 1863 – 18 مارس 1913
- قسطنطين الأول – 18 مارس 1913 – 11 يونيو 1917 ومن 19 ديسمبر 1920 – 27 سبتمبر 1922
- ألكسندر الأول – 11 يونيو 1917 – 25 أكتوبر 1920
- جورج الثاني – 27 سبتمبر 1922 – 25 مارس 1924 ومن 3 نوفمبر 1935 – 1 أبريل 1947
- بول – 1 أبريل 1947 – 6 مارس 1964
- قسطنطين الثاني – 6 مارس 1964 – 1 يونيو 1973 (إلغاء الملكية)

ملاحظة: تشير التواريخ إلى فترة الحكم وليس إلى تاريخ الميلاد والوفاة.